# Ségrie-Fontaine
Ségrie-Fontaine – miejscowość i dawna gmina we Francji, w regionie Normandia, w departamencie Orne. W 2013 roku jej populacja wynosiła 435 mieszkańców. 
W dniu 1 stycznia 2016 roku z połączenia ośmiu ówczesnych gmin – Athis-de-l’Orne, Bréel, La Carneille, Notre-Dame-du-Rocher, Ronfeugerai, Ségrie-Fontaine, Taillebois oraz Les Tourailles – powstała nowa gmina Athis-Val-de-Rouvre. Siedzibą gminy została miejscowość Athis-de-l’Orne. 